# Benjamin F. Pankey
Benjamin Franklin Pankey (* 16. August 1861 in Harrisburg, Illinois; † 1. Juni 1929 in Santa Fe, New Mexico) war ein US-amerikanischer Politiker französischer Abstammung. Zwischen 1919 und 1920 fungierte er im Bundesstaat New Mexico als Vizegouverneur und 1920 als kommissarischer Gouverneur.

## Werdegang
Benjamin Pankey, Sohn von Sarah Ann Bickers (1837–1875) und William H. Pankey (1836–1886), wurde ungefähr vier Monate nach dem Ausbruch des Bürgerkrieges im Saline County geboren. Er besuchte öffentliche Schulen in Harrisburg. Im Januar 1880 heiratete er Flora Wells Harris (1863–1937). Das Paar bekam sieben gemeinsame Kinder: Lola May (* 1881), Ethel Ann (* 1883), Daisy Lee (* 1885), Flora Lillian (* 1890), Lula Bernice (* 1893), Eugene Franklin (* 1895) und Living. Fünf ihrer Töchter erreichten das Erwachsenenalter. 1882 zog die Familie nach Topeka (Kansas). Dort ging er auf einer Ranch der Viehzucht nach. 1901 betrieb er ein erfolgreiches Telefonunternehmen in Topeka als Konkurrenz zu Alexander Graham Bell. Er verkaufte dann 1907 seine Anteile an diesem Unternehmen und erwarb dafür eine 10.000 Acre (etwa 4.000 Hektar) große Ranch bei Emporia (Kansas) und eine 81.000 Acre (etwa 33.000 Hektar) große Ranch bei Santa Fe (New Mexico), wohin die Familie kurze Zeit später auch hinzog. Auf seinem Land betrieb er eine große Rinder- und Schafzucht. Er saß im New Mexico Cattle Sanitary Board.
Politisch gehörte er der Republikanischen Partei an. Er nahm 1910 als Delegierter an der Verfassunggebenden Versammlung von New Mexico teil. Bei seiner Wahl in den Konvent erhielt er 95 Prozent der Wählerstimmen aus sechs Wahlbezirken in seinem Teil des County. Am 7. November 1911 wählte man ihn in den ersten Senat von New Mexico.
Im Jahr 1918 wurde er zum Vizegouverneur von New Mexico gewählt – ein Posten, den er vom Januar 1919 bis Dezember 1920 innehatte. Während seiner Amtszeit erließ Gouverneur Octaviano Ambrosio Larrazolo am 22. November 1920 eine Amnestie für eine Gruppe von verurteilten Strafgefangenen, welche als the Villistas bekannt war. Sie gehörten einer marodierenden Bande von Mexikanern an, die General Pancho Villa unterstand. Diese Gruppe überquerte am 9. März 1916 die internationale Grenze zwischen den Vereinigten Staaten und Mexiko und griff ohne vorherige Provokation die Stadt Columbus im Luna County an, wo es zu zahlreichen Toten kam. Nach dem Erlass der Amnestie verließ Gouverneur Larrazolo den Bundesstaat für einige Zeit. Während seiner Abwesenheit fungierte Pankey als kommissarischer Gouverneur. Am 24. November 1920 wurde eine Klageschrift am Bezirksgericht des Santa Fe County gegen die Amnestie eingereicht. Pankey ordnete daraufhin an, dass die betroffenen Häftlinge bis auf weiteres in den Strafanstalten verbleiben sollten, bis weitere Anordnungen der Exekutive von New Mexico oder der Gerichte verkündet würden. Pankey war als kommissarischer Gouverneur auch für den Empfang des spanischen Schriftstellers Vicente Blasco Ibáñez im Hotel De Vargas verantwortlich.
Zwischen 1927 und 1929 bekleidete er den Posten als New Mexico Commissioner of Public Lands. Er verstarb am 1. Juni 1929 in Santa Fe. Sein Leichnam wurde dann auf dem gleichnamigen Friedhof in Topeka beigesetzt.